# アンジェ城
アンジェ城（アンジェじょう、フランス語: Château d'Angers）はフランスのロワール渓谷、メーヌ＝エ＝ロワール県、アンジェにある城である。
メーヌ川に突き出た岩壁上のアンジェの要塞は、戦略的な防御の観点からローマ人が住み着いた場所のひとつである。
9世紀に城はアンジュー伯の支配下であった。そして12世紀にイングランドのプランタジネット家領の一部となった。1204年、この地はフィリップ2世によって征服され、孫のルイ9世によって、13世紀初頭に巨大な城が建設された。外周約600m、17もの巨大な塔で防御され、城壁が25,000 m²の土地を包囲している。広さを生かして屋上には庭園が造られている。
世界遺産「シュリー＝シュル＝ロワールとシャロンヌ間のロワール渓谷」に含まれる。